# Rino Gaetano
Salvatore Antonio Gaetano, známý pod pseudonymem Rino Gaetano (29. října 1950, Crotone – 2. června 1981, Řím), byl italský skladatel, textař, zpěvák a také herec.

## Kariéra
Když mu bylo deset, přestěhoval se s rodiči z Crotone do Říma a později se zde rozhodl zůstat po celý život. Roku 1974 vychází jeho první album, Ingresso libero. Album nebylo nijak zvlášť úspěšné, ale dopředu charakterizovalo, jaký styl bude provázet jeho krátkou kariéru. Úspěch přišel o rok později se singlem Ma il cielo è sempre più blu. Roku 1978 se zúčastnil soutěže Festival Sanremo, kde s písní Gianna skončil třetí a jako single se Gianna stala bestsellerem na několik týdnů. Roku 1981 zahraje roli ve filmu Pinocchio režiséra Carmelo Bene.

## Nehoda
Dne 2. června stejného roku, jen pár dní před svou svatbou, zemřel Gaetano po autonehodě, při níž se svým Volvo 343 vrazil do kamionu na rohu římských ulic via Nomentana a via XXI aprile. Po srážce Gaetano stále žil, avšak nepřežil převoz z páté do šesté nemocnice, jelikož ho nikde nedokázali ošetřit. Byl pohřben na hřbitově Verano.

## Přehled tvorby

### Diskografie
- 1974 - Ingresso libero
- 1976 - Mio fratello è figlio unico
- 1977 - Aida
- 1978 - Nuntereggae più
- 1979 - Resta vile maschio, dove vai?
- 1980 - E io ci sto
- 1981 - Q Concert (s Cocciantem a New Perigeo)

### Singly
- 1973 - I love you Marianna
- 1973 - Jaqueline
- 1975 - Ma il cielo è sempre più blu (první část)
- 1975 - Ma il cielo è sempre più blu (druhá část)
- 1978 - Visto che mi vuoi lasciare
- 1979 - Resta vile maschio, dove vai?
- 1980 - Solo con io
- 1981 - Le beatitudini